# Matsudaira Ienobu
Matsudaira Ienobu est un nom japonais traditionnel ; le nom de famille (ou le nom d'école), Matsudaira, précède donc le prénom (ou le nom d'artiste).
Matsudaira Ienobu (松平 家信) (1565 - 27 février 1638), aussi connu sous le nom Matsudaira Ietomi (松平家副), est un samouraï de l'époque Azuchi Momoyama et du début de l'époque d'Edo de l'histoire du Japon, au service du clan Tokugawa, devenu plus tard daimyo. Fils de Matsudaira Ietada, il devient le 6e chef du clan Katahara-Matsudaira. Dès son jeune âge il est au service de Tokugawa Ieyasu et prend part aux principales campagnes du clan Tokugawa. Il combat en particulier contre le clan Takeda en 1582 et prend la tête de la famille cette même année à la suite du décès de son père. En 1584, sous le commandement de Sakai Tadatsugu, Ienobu participe à la bataille de Komaki et Nagakute où il prend la tête du général ennemi, Noro Magoichirō.
Après le siège d'Odawara (1590), Ienobu suit Ieyasu au cours du déplacement de ce dernier dans la région de Kantō et reçoit le domaine de Goi, d'une valeur de 5 000 koku. Il retourne plus tard dans son ancien domaine de Katahara puis est transféré au domaine de Takatsuki en 1619 et enfin au domaine de Sakura en 1635. À l'occasion de ce dernier transfert, son revenu est augmenté à 40 000 koku.
Ienobu décède au début de 1638 à l'âge de 74 ans; Il est inhumé au temple Kōchū-ji situé dans ce qui est de nos jours la ville de Sakura. Son fils Matsudaira Yasunobu lui succède à la tête de la famille.

## Source de la traduction
- (en) Cet article est partiellement ou en totalité issu de l’article de Wikipédia en anglais intitulé « Matsudaira Ienobu » (voir la liste des auteurs).